# گیرنده مرتبط با استروژن گاما
گیرنده مرتبط با استروژن گاما (انگلیسی: Estrogen-related receptor gamma) یا به اختصار «ئی‌آرآر گاما» (ERR-γ) که با نام «گیرنده هسته‌ای، زیرخانوادهٔ ۳، گروه بی، عضو ۳» (NR3B3) هم شناخته می‌شود، یک گیرنده هسته‌ای است که در انسان توسط ژن «ESRRG» کُدگذاری می‌شود. این پروتئین به‌عنوان یک فعال‌کننده ساختاری رونویسی عمل می‌کند.
این پروتئین عضوی از خانواده گیرنده‌های هورمونی هسته‌ای از گیرنده‌های هورمونی استروئیدی است. هیچ لیگاند فعال‌کننده فیزیولوژیکی برای این گیرنده یتیم شناخته نشده‌است، اما ۴-هیدروکسی تاموکسیفن و دی‌اتیل‌استیل بسترول به عنوان آگونیست معکوس عمل می‌کنند و این پروتئین را غیرفعال می‌کنند. همچنین به نظر می‌رسد که این پروتئین هدف بیوشیمیایی بیسفنول ای باشد (به زیر مراجعه کنید).

## اتصال به بیسفنول اِی
شواهدی وجود دارد که بیسفنول اِی با اتصال قوی به این گیرنده به عنوان یک زنواستروژن عمل می‌کند. به نظر می‌رسد بیسفنول اِی و همچنین متابولیت‌های نیتراتی و کلر آن قویاً به ERR-γ (ثابت تفکیک = ۵٫۵ نانومول) متصل می‌شود، اما به گیرنده استروژن (ER) متصل نمی‌شود. اتصال بیسفنول اِی به گیرنده مرتبط با استروژن گاما& فعالیت ساختاری اصلی آن را حفظ می‌کند. همچنین می‌تواند آن را از غیرفعال شدن توسط تعدیل‌کننده انتخابی گیرنده استروژن ۴-هیدروکسی تاموکسیفن محافظت کند.
بیان متفاوت گیرنده مرتبط با استروژن گاما در قسمت‌های مختلف بدن ممکن است باعث تغییرات در اثرات بیسفنول اِی شود. به عنوان مثال، گیرنده مرتبط با استروژن گاما در غلظت بالایی در جفت جنین یافت شده‌است که توضیح می‌دهد چرا مقدار زیادی بیسفنول A در آنجا یافت شده‌است.